# Engelbert Kaempfer
Engelbert Kaempfer (Lemgo, 16 de setembre de 1651 - Lierne, 2 de novembre de 1716) va ser un naturalista, explorador i metge alemany.

## Biografia
Nasqué a Lemgo al principat de Lippe, Westfàlia. Estudià a Hameln, Lüneburg, Hamburg, Lübeck i a Danzig (Gdansk), per graduar-se de Ph.D. a Cracòvia, passà quatre anys a Königsberg, estudiant Medicina i Història natural.

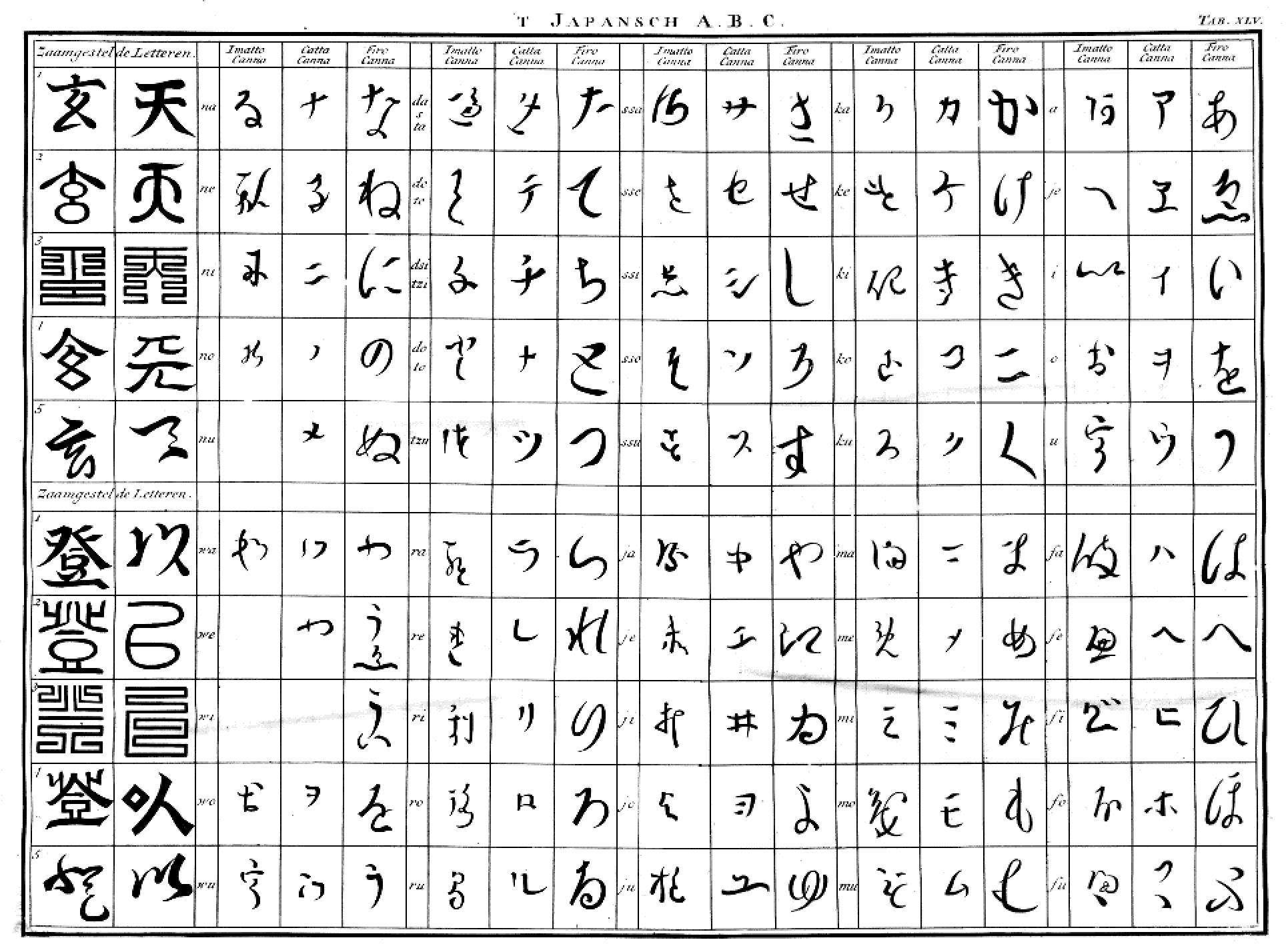
"alfabet japonès per Kaempfer, 1690-1693

Viatjà a Pèrsia i Japó, el 1693 tornà a Europa.
Publicà el llibre Amoenitatum exoticarum (Lemgo, 1712) on mostra una il·lustració d'una camellia i introdueix 23 varietats. Va ser notable la seva descripció de l'Electrophorus electricus, l'acupuntura, i la moxibustió.

## Obres
- Manuscrits com una Història del Japó, "Heutiges Japan", mai publicat manuscrit que es guarda al Museu Britànic.

- Engelbert Kaempfer, obra. Kritische Ausgabe in Einzelbänden. Herausgegeben von Detlef Haberland, Wolfgang Michel, Elisabeth Gössmann.
- Vol 1/1 Engelbert Kaempfer: Heutiges Japan. Herausgegeben von Wolfgang Michel und Barend J. Terwiel. 2001. [xiv, 779 pp. 93 ils. Traducció per "British Library London", Ms Sl 3060, reproducció de dibuixos, index]
- Vol 1/2 Engelbert Kaempfer: Heutiges Japan. Herausgegeben von Wolfgang Michel und Barend J. Terwiel. 2001 [vii, 828 pp., 56 ils.]
- Vol 2 Briefe 1683-1715.- München: Iudicium Verl., 2001. ISBN 3-89129-932-X
- Vol 3 Zeichnungen japanischer Pflanzen. – München: Iudicum Verl., 2003. ISBN 3-89129-933-8
- Vol 4 Engelbert Kaempfer in Siam. – München: Iudicum Verl., 2003. – ISBN 3-89129-934-6
- Vol 5 Notitiae Malabaricae. – München: Iudicum Verl., 2003. ISBN 3-89129-935-4
- Vol 6 Russlandtagebuch 1683. – München: Iudicum Verl., 2003. ISBN 3-89129-936-2

- Exercitatio politica de Majestatis divisione in realem et personalem, quam […] in celeberr. Gedanensium Athenaei Auditorio Maximo Valedictionis loco publice ventilendam proponit Engelbertus Kämpffer Lemgovia-Westphalus Anno MDCLXXIII d. 8. Junii h. mat. Dantisci [=Danzig], Impr. David Fridericus Rhetius.
- Disputatio Medica Inauguralis Exhibens Decadem Observationum Exoticarum, quam […] pro gradu doctoratus […] publico examini subjicit Engelbert Kempfer, L. L. Westph. ad diem 22. Aprilis […] Lugduni Batavorum [Leiden], apud Abrahanum Elzevier, Academiae Typographum. MDCXCIV.
- Amoenitatum exoticarum politico-physico-medicarum fasciculi v, quibus continentur variae relationes, observationes & descriptiones rerum Persicarum & ulterioris Asiae, multâ attentione, in peregrinationibus per universum Orientum, collecta, ab auctore Engelberto Kaempfero. Lemgoviae, Typis & impensis H.W. Meyeri, 1712.
- The History of Japan, giving an Account of the ancient and present State and Government of that Empire; of Its Temples, Palaces, Castles and other Buildings; of its Metals, Minerals, Trees, Plants, Animals, Birds and Fishes; of The Chronology and Succession of the Emperors, Ecclesiastical and Secular; of The Original Descent, Religions, Customs, and Manufactures of the Natives, and of thier Trade and Commerce with the Dutch and Chinese. Together with a Description of the Kingdom of Siam. Escrito en holandés culto por Engelbertus Kaempfer, M. D. médico de la Embajada de Holanda a la Corte del Emperador; traducido del manuscrito original, nunca antes impreso, por J.G. Scheuchzer, F.R.S. y un miembro del Colegio de Médicos, Londres. Con la vida del Autor, e Introducción. Ilustrado con muchas planchas de cobre. Vol. I/II. Londres: impreso por el Traductor, MDCCXXVII.
- Kaempfer, Engelberts Weyl. D. M. und Hochgräfl. Lippischen Leibmedikus Geschichte und Beschreibung von Japan. Aus den Originalhandschriften des Verfassers herausgegeben von Christian Wilhelm Dohm [..]. Erster Band. Mit Kupfern und Charten. Lemgo, im Verlage der Meyerschen Buchhandlung, 1777; Zweyter und lezter Band. Mit Kupfern und Charten. Lemgo, im Verlage der Meyerschen Buchhandlung, 1779
- Engelbert Kaempfer: 1651 - 1716. Seltsames Asien (Amoenitates Exoticae). In Auswahl übersetzt von Karl Meier-Lemgo, Detmold 1933
- "Engelbert Kaempfer: Am Hofe des persischen Großkönigs (1684-1685)" Ed. Walther Hinz, Stuttgart 1984

## Honors

### Epònims
gènere
- (Zingiberaceae) Kaempferia L.[1]

Espècies
- (Anacardiaceae) Rhus kaempferi Sweet[2]
- (Aristolochiaceae) Aristolochia kaempferi Willd.[3]
- (Aristolochiaceae) Isotrema kaempferi (Willd.) H.Huber[4]
- (Asteraceae) Farfugium kaempfer] Benth.[5]
- (Asteraceae) Ligularia kaempferi Siebold & Zucc.[6]
- (Asteraceae) Senecio kaempferi DC.[7]
- (Berberidaceae) Berberis kaempferi Hort. ex Lavallée[8]
- (Bignoniaceae) Catalpa kaempferi Siebold & Zucc.[9]
- (Cucurbitaceae) Platygonia kaempferi Naudin[10]
- (Ericaceae) Rhododendron kaempferi Planch.[11]
- (Iridaceae) Iris kaempferi Siebold ex Lem.[12]
- (Lamiaceae) Clerodendrum kaempferi Fisch. ex C.Morren[13]
- (Lamiaceae) Volkameria kaempferi Jacq.[14]
- (Loranthaceae) Loranthus kaempferi (DC.) Maxim.[15]
- (Moraceae) Broussonetia kaempferi Siebold[16]
- (Pinaceae) Abies kaempferi Lindl.[17]
- (Vitaceae) Vitis kaempferi K.Koch[18]